# Sandskär (ö i Satakunta, Raumo, lat 61,11, long 21,28)
Sandskär (fi:Santakari) är en ö i Finland. Den ligger i Bottenhavet och i kommunen Raumo i den ekonomiska regionen  Raumo ekonomiska region i landskapet Satakunta, i den sydvästra delen av landet. Ön ligger omkring 50 kilometer sydväst om Björneborg och omkring 230 kilometer nordväst om Helsingfors.
Öns area är 3,2 hektar och dess största längd är 330 meter i sydöst-nordvästlig riktning.